# Пелія розсіченолиста
Пелія розсіченолиста (Pellia endiviifolia) — вид печіночників родини пелієвих (Pelliaceae).
Таксон розглядається як синонім до Apopellia endiviifolia (Dicks.) Nebel & D. Quandt.

## Поширення
Батьківщиною є Європа, Азія, Північна Америка.

## Характеристика

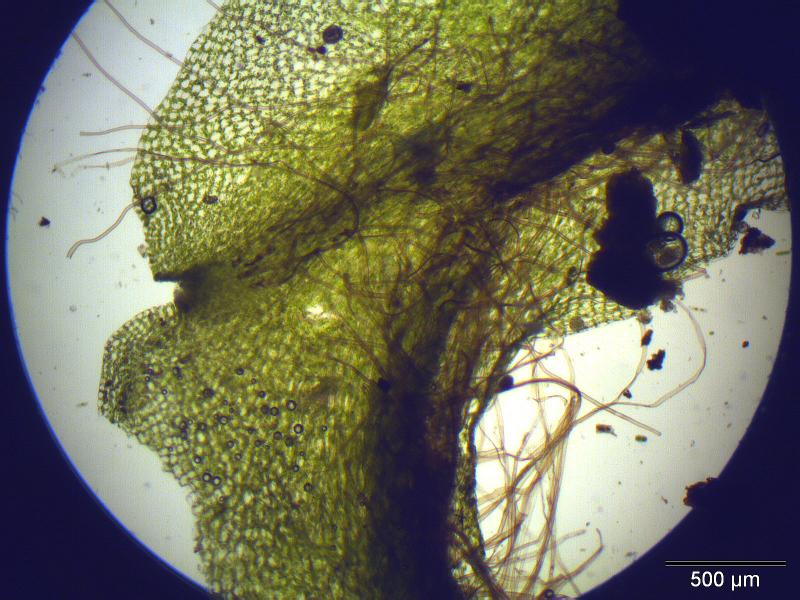
Талом (збільшення: 40×)

Забарвлення світло-зелене чи темно-зелене. Таломи роздвоєні, від язикоподібної до клиноподібної форми, приблизно від 4 до 5 см завдовжки та від 2 до 9 мм завширшки. Росте окремими групами чи великими групами. Краї талома часто хвилясті та закручені. Характерні квадратні або короткі прямокутні краєві клітини талома мають довжину від 40 до 70 мкм і ширину від 20 до 50 мкм. Верхівки талому з нижнього боку мають слизові волоски, які складаються з 8 клітин. Верхівки можуть опадати восени і використовуються для вегетативного розмноження. Клітини всередині мають довжину від 70 до 120 мкм і ширину від 25 до 55 мкм. Жіночі рослини зазвичай більші за чоловічі. Дозрівання спор навесні відбувається порівняно рідко.